# Филипп III Смелый
Фили́пп III (фр. Philippe III), прозвище Сме́лый (фр. le Hardi) с начала XIV века (1 мая 1245, в замке Пуасси — 5 октября 1285, Перпиньян, похоронен в аббатстве Сен-Дени) — король Франции с 25 августа 1270 года, коронован в Реймсском соборе 15 августа 1271 года.

## Биография
Филипп был вторым сыном короля Людовика IX и Маргариты Прованской. Своё имя он получил в честь прадеда, Филиппа II Августа. В 1260 году, после смерти своего старшего брата Людовика, он стал наследником престола.
Участвовал вместе с отцом в его последнем крестовом походе и был провозглашён королём в лагере на африканском берегу. Немедленно по возвращении во Францию он усмирил нескольких непокорных вассалов и добился признания своей верховной власти архиепископом Лионским.
В начале его царствования большим влиянием на государственные дела пользовался камергер Пьер де ла Брос, человек незнатного происхождения; но в 1278 году он пал жертвой интриг знати, действовавшей на Филиппа через королеву Марию Брабантскую. После смерти Броса возвысились аббат монастыря Сен-Дени Матье де Вандом и сенешаль Этьен Бомарше. Кроме них, на слабохарактерного Филиппа имел влияние его дядя Карл Анжуйский. Уступая его настояниям, Филипп выставил свою кандидатуру на престол Германской империи, но неудачно; из-за Карла он впутался и в испанские дела, в которых его ожидали поражение и смерть.
Впрочем, у Филиппа были и собственные интересы в Испании. В 1275 году он отстоял Наварру от притязаний королей Кастилии и Леона и Арагона, но его заступничество за французскую принцессу, бывшую замужем за сыном Альфонса X Мудрого и лишённую прав после смерти мужа (1276 год), не привело к желанной цели.
Ещё неудачнее была Арагонская экспедиция, предпринятая после Сицилийской вечерни по настоянию Карла Анжуйского. Папа Мартин IV, преданный Карлу и Филиппу, отлучил Педро Арагонского от церкви, объявил его низложенным и на его место назначил одного из младших сыновей Филиппа. Французские армия и флот, снаряжённые для осуществления этих проектов, потерпели полную неудачу: флот был дважды разбит, а армия, задержанная в своём наступлении крепостью Жироны, стала жертвой болезней. Филипп, руководивший походом, тоже заболел и умер во время отступления.
В его царствование владения короны расширились. Он забрал выморочные лены графов тулузских — Пуату, Сентонж, Тулон, Альбижуа, Овернь, Керси, Ажене, Руэрг, Венсенн; путём брака наследника престола с Жанной Наваррской к Франции были присоединены королевство Наварра, графства Шампань и Бри. Кроме того, было подготовлено присоединение Лиона и Монпелье.

## Семья и дети
- 1-я жена: (с 28 мая 1262) Изабелла (1247—1271), дочь Хайме I Завоевателя, короля Арагона. Имели 4 сыновей, двое из которых умерли в детстве:
  1. Людовик (1264 — май 1276).
  2. Филипп IV Красивый (1268—1314), король Франции с 1285 г., король Наварры по своей жене Жанне I.
  3. Роберт (1269—1276).
  4. Карл (1270—1325), граф Валуа. Граф Анжу, Мэна и Перша по первой жене, номинальный император Константинопольский по второй. С 1285 г. по 1295 г. носил титул короля Арагона.

- 2-я жена: (с 21 августа 1274) Мария (1256—1321), дочь Генриха III, герцога Брабантского. Имели 3-х детей:
  1. Людовик д'Эврё (1276—1319), граф д’Эврё.
  2. Бланка (1278—1306), жена с 1300 Рудольфа III Габсбурга (1282—1307), герцога Австрии, затем короля Чехии (Рудольф I).
  3. Маргарита (1282—1318), 2-я жена с 1299 Эдуарда I (1239—1307), короля Англии.

## Галерея
- Портрет короля Франции Филиппа III.
- Гро турнуа, серебряная монета Филиппа III.
- Свадьба Филиппа III и Марии Брабантской. Миниатюра из манускрипта Chroniques de France ou de St. Denis, конец XIV века.
- Осада Жироны французской королевской армией 1285 года.
- Последняя графиня Тулузы — Жанна.
- Надгробие Филиппа III в аббатстве Сен-Дени.
- Потомки Филиппа III